# Maurice Feltin
Maurice Feltin (Delle, 15 maggio 1883 – Thiais, 27 settembre 1975) è stato un cardinale e arcivescovo cattolico francese.

## Biografia
Nacque a Delle il 15 maggio 1883 da Charles Feltin e Marie Haas.
Papa Pio XII lo elevò al rango di cardinale nel concistoro del 12 gennaio 1953.
Dopo l'incontro tenutosi l'11 aprile 1969 nel convento del Divino Maestro ad Ariccia, fu protagonista di una serie di strette di mano pubbliche fra alti prelati e capi della Massoneria.
Morì il 27 settembre 1975 all'età di 92 anni.

## Genealogia episcopale e successione apostolica
La genealogia episcopale è:
- Cardinale Scipione Rebiba
- Cardinale Giulio Antonio Santori
- Cardinale Girolamo Bernerio, O.P.
- Arcivescovo Galeazzo Sanvitale
- Cardinale Ludovico Ludovisi
- Cardinale Luigi Caetani
- Cardinale Ulderico Carpegna
- Cardinale Paluzzo Paluzzi Altieri degli Albertoni
- Papa Benedetto XIII
- Papa Benedetto XIV
- Papa Clemente XIII
- Cardinale Giovanni Francesco Albani
- Cardinale Carlo Rezzonico
- Cardinale Antonio Dugnani
- Arcivescovo Jean-Charles de Coucy
- Cardinale Gustave-Maximilien-Juste de Croÿ-Solre
- Vescovo Charles-Auguste-Marie-Joseph Forbin-Janson
- Cardinale François-Auguste-Ferdinand Donnet
- Vescovo Charles-Emile Freppel
- Cardinale Louis-Henri-Joseph Luçon
- Cardinale Charles-Henri-Joseph Binet
- Cardinale Maurice Feltin

La successione apostolica è:
- Vescovo Odilon Fages, O.S.F.S. (1928)
- Cardinale Joseph-Marie-Eugène Martin (1940)
- Cardinale Louis-Jean-Frédéric Guyot (1949)
- Arcivescovo Marc-Armand Lallier (1949)
- Vescovo Henri Alexandre Chappoulie (1950)
- Arcivescovo René-Louis-Marie Stourm (1951)
- Vescovo Pierre Brot (1952)
- Cardinale Jean-Marie Villot (1954)
- Arcivescovo Jean-Édouard-Lucien Rupp (1955)
- Vescovo Pierre-Marie Lacointe (1955)
- Vescovo Jacques Le Cordier (1956)
- Vescovo Camille-Antoine Chilouet, C.M. (1958)
- Vescovo Henri-Louis-Marie Mazerat (1958)
- Vescovo Charles-Marie-Jacques Guilhem (1959)
- Cardinale Pierre Marie Joseph Veuillot (1959)
- Vescovo Jean-Marie-Clément Badré (1964)